# Лепидокрокит
Лепидокроки́т, реже лепидокроци́т (англ. Lepidocrocite от др.-греч. λεπις, чешуйка и др.-греч. κροκος, шафран), также рубиновая слюдка (устар.), реже бурая или железная охра или ба́рхатная обма́нка — минерал класса гидроксидов, гамма-модификация одноосновного оксида железа слоистого строения с примерной формулой γ-FeO(OH). Минерал хрупкий, представляет собой пигмент бурой охры.

## Общее описание
Формула γ-FeO(OH). Содержит (%): Fe2О3 — 89,86 и Н2O — 10,14. Примеси MnO, Аl2O3, SiO2, CaO, MgO. Сингония ромбическая. Кристаллы пластинчатые, тонколоскутные, волокнистые.
В строении кристаллической решётки лепидокрокита участвуют два типа ионов кислорода, и поэтому его формулу принято писать FeOOH, хотя подобное написание может ввести в заблуждение: ионы гидроксила как таковые в его структуре отсутствуют.
Для лепидокрокита характерны чешуйчатые, пластинчатые, волокнистые, лучеобразные и радиально-волокнистые агрегаты, часто образует зональные агрегаты, в которых чередуется с гётитом и гидрогётитом. Плотность 3,84-4,1. Твёрдость 4,0-5,5.
Цвет рубиново-красный до коричневого, иногда с фиолетовым оттенком. Блеск алмазный. Спайность совершенная в одном направлении. Черта оранжевая или красная. Хрупкий. Встречается в составе бурых железняков, бокситов, грунтов.
Лепидокрокит часто ошибочно принимают за гематит, особенно — в плотных агрегатах. Отдельные пластинки лепидокрокита легко распознаются по форме отдельных кристалликов, просвечиваемости их красным цветом, оранжево-красной или красной черте и более низкому удельному весу.

## Название
От греч. «лепис» — чешуя, пластинка и «крокис» — нить, шерсть (по Ульману, 1813). Один из употребимых синонимов — рубиновая слюдка.

## Генезис
Лепидокрокит — продукт выветривания в железорудных минералах. Пигмент бурой охры. Известен в составе железных руд гидротермально-осадочных месторождений. Обогащается аналогично лимониту.
Лепидокрокит в естественных условиях нередко переходит в α-модификацию (гётит). В процессе перехода важную роль играет уровень кислотности среды (pH), при которой происходит образование гидратов окиси железа.
Примесь лепидокрокита к агату (халцедону) насыщает типичный для халцедона серовато-бело-голубой цвет оттенками красного, медового, оранжевого, мандаринового. Также лепидокрокит определяет красные оттенки сердолика, так называемого сердоликового агата и красного агата — карнеола. Иногда встречаются декоративно интересные минералы, в которых включения лепидокропита локализованы пятнами, на фоне сизовато-серых оттенков базового цвета минерала — халцедона. Такие образцы могут иметь особую коллекционную ценность.